# Sportivi con il maggior numero di medaglie d'oro olimpiche in una singola specialità
In questa pagina sono riportati gli sportivi che hanno vinto il maggior numero di medaglie d'oro in una singola specialità ai Giochi olimpici.
Il discobolo Al Oerter, il saltatore Carl Lewis ed il nuotatore Michael Phelps e il tiratore Vincent Hancock, tutti e quattro statunitensi, sono gli sportivi più titolati nella stessa specialità individuale con 4 medaglie d'oro olimpiche consecutive. Anche il velista danese Paul Elvstrøm, la lottatrice giapponese Kaori Ichō ed il lottatore cubano Mijaín López hanno ottenuto 4 titoli individuali nel medesimo sport, ma almeno una vittoria si verificò in una categoria differente. Il più titolato ai Giochi invernali è lo slittinista tedesco Georg Hackl con 3 ori e 2 argenti ottenuti nel singolo.
Lo schermidore ungherese Aladár Gerevich è invece il più titolato nella stessa specialità a squadre, con 6 medaglie d'oro vinte.

## Eventi individuali
| #  | Sportivo             | Sport                   | Disciplina              | Anni      | Giochi    | Sesso | Oro | Argento | Bronzo | Totale |
| -- | -------------------- | ----------------------- | ----------------------- | --------- | --------- | ----- | --- | ------- | ------ | ------ |
| 1  | Mijaín López         | Lotta greco-romana      | 120/130 kg              | 2008-2024 | estivi    | M     | 5   | 0       | 0      | 5      |
| 2  | Al Oerter            | Atletica leggera        | Lancio del disco        | 1956-1968 | estivi    | M     | 4   | 0       | 0      | 4      |
| 2  | Carl Lewis           | Atletica leggera        | Salto in lungo          | 1984-1996 | estivi    | M     | 4   | 0       | 0      | 4      |
| 2  | Michael Phelps       | Nuoto                   | 200 m misti             | 2004-2016 | estivi    | M     | 4   | 0       | 0      | 4      |
| 2  | Katie Ledecky        | Nuoto                   | 800 m sl                | 2012-2024 | estivi    | F     | 4   | 0       | 0      | 4      |
| 6  | Georg Hackl          | Slittino                | Singolo                 | 1988-2002 | invernali | M     | 3   | 2       | 0      | 5      |
| 6  | Ralf Schumann        | Tiro a segno            | Pistola 25 m            | 1988-2008 | estivi    | M     | 3   | 2       | 0      | 5      |
| 8  | Claudia Pechstein    | Pattinaggio di velocità | 5000 metri              | 1992-2006 | invernali | F     | 3   | 1       | 1      | 5      |
| 8  | Valentina Vezzali    | Scherma                 | Fioretto                | 1996-2012 | estivi    | F     | 3   | 1       | 1      | 5      |
| 8  | Ireen Wüst           | Pattinaggio di velocità | 1500 metri              | 2006-2022 | invernali | F     | 3   | 1       | 1      | 5      |
| 11 | Gillis Grafström     | Pattinaggio di figura   | Singolo                 | 1920-1932 | invernali | M     | 3   | 1       | 0      | 4      |
| 11 | Klaus Dibiasi        | Tuffi                   | Piattaforma 10 m        | 1964-1976 | estivi    | M     | 3   | 1       | 0      | 4      |
| 11 | Viktor Saneev        | Atletica leggera        | Salto triplo            | 1968-1980 | estivi    | M     | 3   | 1       | 0      | 4      |
| 11 | Aleksandr Karelin    | Lotta greco-romana      | 130 kg                  | 1988-2000 | estivi    | M     | 3   | 1       | 0      | 4      |
| 11 | Jan Železný          | Atletica leggera        | Lancio del giavellotto  | 1988-2000 | estivi    | M     | 3   | 1       | 0      | 4      |
| 11 | Anky van Grunsven    | Equitazione             | Dressage                | 1996-2008 | estivi    | F     | 3   | 1       | 0      | 4      |
| 11 | Jin Jong-oh          | Tiro a segno            | Pistola 50 m            | 2004-2016 | estivi    | M     | 3   | 1       | 0      | 4      |
| 11 | Michael Phelps       | Nuoto                   | 100 m farfalla          | 2004-2016 | estivi    | M     | 3   | 1       | 0      | 4      |
| 11 | Michael Phelps       | Nuoto                   | 200 m farfalla          | 2004-2016 | estivi    | M     | 3   | 1       | 0      | 4      |
| 11 | Saori Yoshida        | Lotta libera            | 53/55 kg                | 2004-2016 | estivi    | F     | 3   | 1       | 0      | 4      |
| 11 | Sven Kramer          | Pattinaggio di velocità | 5000 metri              | 2006-2018 | invernali | M     | 3   | 1       | 0      | 4      |
| 22 | Gert Fredriksson     | Canoa/kayak             | K1 1000 m               | 1948-1960 | estivi    | M     | 3   | 0       | 1      | 4      |
| 22 | Pyrros Dīmas         | Sollevamento pesi       | 85 kg                   | 1992-2004 | estivi    | M     | 3   | 0       | 1      | 4      |
| 22 | Kjetil André Aamodt  | Sci alpino              | Supergigante            | 1992-2006 | invernali | M     | 3   | 0       | 1      | 4      |
| 22 | Peter Hochschorner   | Canoa/kayak             | Slalom C2               | 2000-2012 | estivi    | M     | 3   | 0       | 1      | 4      |
| 26 | Ray Ewry             | Atletica leggera        | Salto in alto da fermo  | 1900-1908 | estivi    | M     | 3   | 0       | 0      | 3      |
| 26 | Ray Ewry             | Atletica leggera        | Salto in lungo da fermo | 1900-1908 | estivi    | M     | 3   | 0       | 0      | 3      |
| 26 | John Flanagan        | Atletica leggera        | Lancio del martello     | 1900-1908 | estivi    | M     | 3   | 0       | 0      | 3      |
| 26 | Sonja Henie          | Pattinaggio di figura   | Singolo                 | 1928-1936 | invernali | F     | 3   | 0       | 0      | 3      |
| 26 | Paul Elvstrøm        | Vela                    | Classe finn             | 1952-1960 | estivi    | M     | 3   | 0       | 0      | 3      |
| 26 | Dawn Fraser          | Nuoto                   | 100 m stile libero      | 1956-1964 | estivi    | F     | 3   | 0       | 0      | 3      |
| 26 | Vjačeslav Ivanov     | Canottaggio             | Singolo                 | 1956-1964 | estivi    | M     | 3   | 0       | 0      | 3      |
| 26 | Larisa Latynina      | Ginnastica artistica    | Corpo libero            | 1956-1964 | estivi    | F     | 3   | 0       | 0      | 3      |
| 26 | Teófilo Stevenson    | Pugilato                | Massimi                 | 1972-1980 | estivi    | M     | 3   | 0       | 0      | 3      |
| 26 | Ulrich Wehling       | Sci nordico             | Combinata nordica       | 1972-1980 | invernali | M     | 3   | 0       | 0      | 3      |
| 26 | Pertti Karppinen     | Canottaggio             | Singolo                 | 1976-1984 | estivi    | M     | 3   | 0       | 0      | 3      |
| 26 | Bonnie Blair         | Pattinaggio di velocità | 500 metri               | 1988-1994 | invernali | F     | 3   | 0       | 0      | 3      |
| 26 | Krisztina Egerszegi  | Nuoto                   | 200 m dorso             | 1988-1996 | estivi    | F     | 3   | 0       | 0      | 3      |
| 26 | Naim Süleymanoğlu    | Sollevamento pesi       | 60/64 kg                | 1988-1996 | estivi    | M     | 3   | 0       | 0      | 3      |
| 26 | Félix Savón          | Pugilato                | Massimi                 | 1992-2000 | estivi    | M     | 3   | 0       | 0      | 3      |
| 26 | Robert Korzeniowski  | Atletica leggera        | 50 km marcia            | 1996-2004 | estivi    | M     | 3   | 0       | 0      | 3      |
| 26 | Halil Mutlu          | Sollevamento pesi       | 54/56 kg                | 1996-2004 | estivi    | M     | 3   | 0       | 0      | 3      |
| 26 | Tadahiro Nomura      | Judo                    | 60 kg                   | 1996-2004 | estivi    | M     | 3   | 0       | 0      | 3      |
| 26 | Buvajsar Sajtiev     | Lotta libera            | 74 kg                   | 1996-2008 | estivi    | M     | 3   | 0       | 0      | 3      |
| 26 | Tony Estanguet       | Canoa/kayak             | C1                      | 2000-2012 | estivi    | M     | 3   | 0       | 0      | 3      |
| 26 | Ben Ainslie          | Vela                    | Finn                    | 2004-2012 | estivi    | M     | 3   | 0       | 0      | 3      |
| 26 | Kaori Ichō           | Lotta libera            | 58/63 kg                | 2004-2012 | estivi    | F     | 3   | 0       | 0      | 3      |
| 26 | Ole Einar Bjørndalen | Biathlon                | 10 km sprint            | 1998-2014 | invernali | M     | 3   | 0       | 0      | 3      |
| 26 | Kristin Armstrong    | Ciclismo                | Cronometro              | 2008-2016 | estivi    | F     | 3   | 0       | 0      | 3      |
| 26 | Usain Bolt           | Atletica leggera        | 100 m piani             | 2008-2016 | estivi    | M     | 3   | 0       | 0      | 3      |
| 26 | Usain Bolt           | Atletica leggera        | 200 m piani             | 2008-2016 | estivi    | M     | 3   | 0       | 0      | 3      |
| 26 | Shaun White          | Snowboard               | Half pipe               | 2006-2018 | invernali | M     | 3   | 0       | 0      | 3      |
| 26 | Dario Cologna        | Sci di fondo            | 15 km                   | 2010-2018 | invernali | M     | 3   | 0       | 0      | 3      |

## Eventi a squadre
| #  | Sportivo            | Sport              | Disciplina           | Anni      | Giochi    | Sesso | Oro | Argento | Bronzo | Totale |
| -- | ------------------- | ------------------ | -------------------- | --------- | --------- | ----- | --- | ------- | ------ | ------ |
| 1  | Aladár Gerevich     | Scherma            | Sciabola             | 1932-1960 | estivi    | M     | 6   | 0       | 0      | 6      |
| 1  | Isabell Werth       | Equitazione        | Dressage             | 1992-2020 | estivi    | F     | 6   | 0       | 0      | 6      |
| 3  | Pál Kovács          | Scherma            | Sciabola             | 1936-1960 | estivi    | M     | 5   | 0       | 0      | 5      |
| 3  | Sue Bird            | Pallacanestro      | Squadra              | 2004-2020 | estivi    | F     | 5   | 0       | 0      | 5      |
| 3  | Diana Taurasi       | Pallacanestro      | Squadra              | 2004-2020 | estivi    | F     | 6   | 0       | 0      | 6      |
| 3  | Reiner Klimke       | Equitazione        | Dressage             | 1964-1988 | estivi    | M     | 5   | 0       | 0      | 5      |
| 7  | Hans Günter Winkler | Equitazione        | Salto                | 1956-1976 | estivi    | M     | 4   | 1       | 1      | 6      |
| 8  | Birgit Fischer      | Canoa/kayak        | K4 500 m             | 1980-2004 | estivi    | F     | 4   | 1       | 0      | 5      |
| 8  | Edoardo Mangiarotti | Scherma            | Spada                | 1936-1960 | estivi    | M     | 4   | 1       | 0      | 5      |
| 8  | Ricco Groß          | Biathlon           | 4x7,5 km             | 1992-2006 | invernali | M     | 4   | 1       | 0      | 5      |
| 8  | Jayna Hefford       | Hockey su ghiaccio | Squadra              | 1998-2014 | invernali | F     | 4   | 1       | 0      | 5      |
| 8  | Hayley Wickenheiser | Hockey su ghiaccio | Squadra              | 1998-2014 | invernali | F     | 4   | 1       | 0      | 5      |
| 13 | Teresa Edwards      | Pallacanestro      | Squadra              | 1984-2000 | estivi    | F     | 4   | 0       | 1      | 5      |
| 14 | Rudolf Kárpáti      | Scherma            | Sciabola             | 1948-1960 | estivi    | M     | 4   | 0       | 0      | 4      |
| 14 | Lisa Leslie         | Pallacanestro      | Squadra              | 1996-2008 | estivi    | F     | 4   | 0       | 0      | 4      |
| 14 | Aleksandr Tichonov  | Biathlon           | 4x7,5 km             | 1968-1980 | invernali | M     | 4   | 0       | 0      | 4      |
| 14 | Caroline Ouellette  | Hockey su ghiaccio | Squadra              | 2002-2014 | invernali | F     | 4   | 0       | 0      | 4      |
| 14 | Wu Minxia           | Tuffi              | Trampolino 3 m       | 2004-2016 | estivi    | F     | 4   | 0       | 0      | 4      |
| 14 | Ryan Lochte         | Nuoto              | 4x200 m stile libero | 2004-2016 | estivi    | M     | 4   | 0       | 0      | 4      |
| 14 | Michael Phelps      | Nuoto              | 4x200 m stile libero | 2004-2016 | estivi    | M     | 4   | 0       | 0      | 4      |
| 14 | Michael Phelps      | Nuoto              | 4x100 m misti        | 2004-2016 | estivi    | M     | 4   | 0       | 0      | 4      |
| 14 | Tamika Catchings    | Pallacanestro      | Squadra              | 2004-2016 | estivi    | F     | 4   | 0       | 0      | 4      |